# Корнеліс Веркерк
Корнеліс Арі "Кес" Веркерк (нід. Cornelis Arie "Kees" Verkerk; нар. 28 жовтня 1942, Маасдам, Нідерланди) — нідерландський ковзаняр, олімпійський чемпіон і призер Олімпійських ігор, чемпіон світу і Європи в класичному багатоборстві, призер чемпіонатів світу і Європи.

## Біографія
Кес Веркерк брав участь в міжнародних змаганнях з ковзанярського спорту з 1964 року.
На Олімпійських іграх 1964 він брав участь в забігах на 1500, 5000 і 10 000 м і в забігові на 1500 м фінішував другим, завоювавши свою першу олімпійську нагороду.
В 1966 році став вперше чемпіоном Нідерландів в класичному багатоборстві і того ж року став чемпіоном світу і срібним призером чемпіонату Європи в класичному багатоборстві. Наступного року Веркерк виграв чемпіонат Нідерландів, світу і Європи. За результатами своїх виступів він отримав премію Оскара Матисена в 1966 і 1967 роках і став першим ковзанярем, який отримав цю премію двічі.
На Олімпійських іграх 1968 Веркерк здобув золото на дистанції 1500 м і був дуже близький до перемоги на дистанції 5000 м, встановивши під час свого забігу новий світовий рекорд 7:23,2. Але норвезький ковзаняр Фред Антон Маєр, який біг в останній парі, пробіг ще швидше і, встановивши новий світовий рекорд 7:22,4, став олімпійським чемпіоном, а Веркерк задовольнився сріблом.
Друга половина 60-х років відзначалася постійним суперництвом за найвищі нагороди Кеса Веркерка з іншим нідерландським ковзанярем Ардом Схенком.
На Олімпійських іграх 1972 Веркерк став другим на дистанції 10 000 м.
Наступного сезону Кес перейшов у професіонали.

## Світові рекорди
За час спортивної кар'єри Веркерк встановив вісім світових рекордів.
| забіг             | дата            | час     | місце  |
| ----------------- | --------------- | ------- | ------ |
| Велика комбінація | 12 лютого 1967  | 178,058 | Осло   |
| 1500 м            | 26 лютого 1967  | 2:03,9  | Інцель |
| 5000 м            | 26 лютого 1967  | 7:26,6  | Інцель |
| Велика комбінація | 10 березня 1968 | 172,058 | Інцель |
| 10 000 м          | 26 січня 1969   | 15:03,6 | Інцель |
| 1500 м            | 9 лютого 1969   | 2:02,0  | Давос  |
| 5000 м            | 1 березня 1969  | 7:13,2  | Інцель |
| 1500 м            | 8 березня 1970  | 2:01,9  | Інцель |